# 귄터 헤르만
귄터 헤르만(독일어: Günter Hermann, 1960년 12월 5일, 니더작센 주 레부르크 ~)은 독일의 전직 프로 축구 선수로, 현역 시절 수비형 미드필더로서 주로 베르더 브레멘에서 활약했다.
그는 1990년에 월드컵을 우승한 서독 국가대표팀의 일원이기도 했다.

## 클럽 경력
프로 선수로 10년을 활약하면서, 헤르만은 베르더 브레멘에 몸담았다. 그는 1982년 12월 11일, 2-1로 이긴 보훔과의 경기에서 분데스리가 신고식을 치렀는데, 이 경기는 그가 그 시즌에 기록한 유일한 출전이었고, 이듬해에도 1경기 출전에 그쳤다.
부진하게 시작한 헤르만은 미로슬라프 포타바와 함께 중원을 분담하며 주축 선수로 도약했다. 1987-88 시즌에는 30번의 경기에 출전(그 동안 경고는 1번밖에 받지 않았다)하여 베르더 브레멘의 23년 만의 첫 리그 우승에 기여했다. 그는 이후 하향세를 겪으며 출전 기회가 줄어들었지만, 1991-92 시즌 유러피언 컵위너스컵 경기에 6번 출전했다. 단, 이 대회 결승전에는 출전하지 않았다.
1992년 12월, 231번의 브레멘 1부 리그 경기에 출전한 헤르만은 정든 소속 구단을 떠나, 또다른 1부 리그 구단인 보훔의 바텐샤이트 09로 이적했고, 1년 반 동안 중소 구단을 1부 리그에 잔류시켰다. 그는 2부 리그의 하노버 96에서 현역의 마침표를 찍었는데, 은퇴 당시 36세를 앞뒀다. 그는 이후 아마추어 리그를 지휘했는데, 주로 오스터홀츠-샴베크에서 활동했다.

## 국가대표팀 경력
헤르만은 서독 국가대표팀 경기에 2번 출전했는데, 첫 경기는 1988년 9월 21일에 뒤셀도르프에서 열린 소련과의 친선경기로, 결과는 1-0 승리였다.
그의 또다른 국가대표팀 출전 경기는 1990년 월드컵을 앞두고 치른 최종 평가전이었는데, 서독은 덴마크와의 5월 30일 경기에서 1-0으로 이겼다. 그는 대회 본선에서, 공격수 프랑크 밀과 수비수 파울 슈타이너와 함께 1분의 출전 기회도 잡지 못한 비(非)골키퍼 선수였다.

## 수상
베르더 브레멘
- 분데스리가: 1987–88
- DFB-포칼
  - 우승: 1990–91
  - 준우승: 1988–89, 1989–90
- DFL-슈퍼컵: 1988[7]
- 유러피언 컵위너스컵: 1991–92

서독
- 월드컵: 1990

1. ↑  “Neuer Trainer für den FCO” (독일어). weser-kurier.de. 2014년 5월 16일.
2. ↑  “Benedetto Muzzicato: Neues Duo mit Teammanager Günter Hermann” (독일어). FC Oberneuland.
3. ↑  “1. Herren” (독일어). FC Oberneuland.
4. ↑  “Hermann, Günter” (독일어). kicker.de. 2011년 8월 28일에 확인함.
5. ↑  Arnhold, Matthias (2019년 7월 18일). “Günter Hermann - Matches and Goals in Bundesliga”. RSSSF.com. 2019년 7월 19일에 확인함.
6. ↑  Arnhold, Matthias (2019년 7월 18일). “Günter Hermann - International Appearances”. RSSSF.com. 2019년 7월 19일에 확인함.
7. ↑  “Deutscher Supercup, 1988, Finale”. dfb.de. 2020년 11월 5일에 확인함.